# Christiaan van Saksen-Weißenfels
Christiaan van Saksen-Weißenfels (Weißenfels, 23 februari 1682 - Sangerhausen, 28 juni 1736) was van 1712 tot aan zijn dood hertog van Saksen-Weißenfels en vorst van Querfurt. Hij behoorde tot de Albertijnse linie van het huis Wettin.

## Levensloop
Christiaan was de zesde zoon van hertog Johan Adolf I van Saksen-Weißenfels en diens echtgenote Johanna Magdalena, dochter van hertog Frederik Willem II van Saksen-Altenburg. In 1712 volgde hij zijn oudere broer Johan George op als hertog van Saksen-Weißenfels.
Net als zijn broer voerde Christiaan een mecenasbeleid en bevorderde hij onderwijs, kunst en wetenschap. Door zijn liefde voor pracht en praal was hij echter spilzuchtig. Ook gebruikte hij de stad Sangerhausen meer en meer als nevenresidentie en liet hij het Nieuwe Slot van Sangerhausen grondig moderniseren. De enorme middelen die hij nodig had om zijn lusten te bevredigen, verhoogden echter de financiële druk op het kleine hertogdom en in 1719 ging Saksen-Weißenfels financieel bankroet. Het keurvorstendom Saksen, die de soevereiniteit over Saksen-Weißenfels had, vreesde de schulden van Saksen-Weißenfels met termijn te moeten overnemen, omdat Christiaan en zijn jongere broer Johan Adolf II nog geen mannelijke nakomelingen hadden, en vroegen aan keizer Karel VI om een commissie voor de debet- en schuldaflossing van Saksen-Weißenfels op te richten. De keizer ging akkoord, waardoor de vrijheid van handelen van Christiaan ingeperkt werd. 
Christiaan had een grote liefde voor de jacht. Ter ere van zijn 31e verjaardag in 1713 componeerde Johann Sebastian Bach ter ere van de hertog de cantate Was mir behagt, ist nur die muntre Jagd, vermoedelijk in opdracht van hertog Willem Ernst van Saksen-Weimar. In 1725 componeerde Bach ter ere van Christiaans 43e verjaardag de cantate Entfliehet, verschwindet, entweichet, ihr Sorgen.
De laatste jaren van zijn leven was Christiaan blind. In juni 1736 stierf hij op 54-jarige leeftijd. Hij werd bijgezet in de Vorstelijke Crypte van het Slot Neu-Augustenburg. Omdat hij kinderloos gebleven was, werd Christiaan opgevolgd door zijn jongere broer Johan Adolf II.

## Huwelijk
Op 17 april 1712 huwde Christiaan in Stolberg met Louise Christiana (1675-1738), dochter van graaf Christoffel Lodewijk I van Stolberg-Stolberg en weduwe van graaf Johan George III van Mansfeld-Eisleben. Het huwelijk bleef kinderloos.